# Troutdale (Virginia)
Troutdale es una localidad del Condado de Grayson, Virginia, Estados Unidos. Según el censo de 2000 tenía una población de 1.230 habitantes y una densidad de población de 152,7 hab/km².

## Demografía
Según el censo del 2000, Troutdale tenía 1.230 habitantes, 79 viviendas, y 56 familias. La densidad de población era de 152,7 habitantes por km².
De las 79 viviendas en un 21,5%  vivían niños de menos de 18 años, en un 54,4%  vivían parejas casadas, en un 11,4% mujeres solteras, y en un 29,1% no eran unidades familiares. En el 22,8% de las viviendas  vivían personas solas el 7,6% de las cuales correspondía a personas de 65 años o más que vivían solas. El número medio de personas viviendo en cada vivienda era de 2,46 y el número medio de personas que vivían en cada familia era de 2,93.
Por edades la población se repartía de la siguiente manera: un 3,4% tenía menos de 18 años, un 20,6% entre 18 y 24, un 61,1% entre 25 y 44, un 11,6% de 45 a 60 y un 3,3% 65 años o más.
La edad mediana era de 31 años.  Por cada 100 mujeres de 18 o más años  había 1,463,2 hombres.
La renta media por vivienda era de 38.438$ y la renta media por familia de 45.833$. Los hombres tenían una renta media de 24.258$ mientras que las mujeres 16.250$. La renta per cápita de la población era de 18.139$. En torno al 3,2% de las familias y el 3,6% de la población estaban por debajo del umbral de pobreza.

## Localidades adyacentes
El siguiente diagrama muestra a las localidades más próximas a Sugar Grove.